# خرچنگ (فیلم ۱۴۰۲)
خرچنگ فیلمی کمدی به کارگردانی مصطفی شایسته، تهیه‌کنندگی یاسر جعفری و نویسندگی امیرحسین دواتگر محصول سال ۱۴۰۲ ایران است.
این فیلم از ۲۵ دی ۱۴۰۳ در سینماهای ایران شروع به اکران کرد.

## خلاصه فیلم
فیلم خرچنگ، داستان پسر جوانی به نام سعید را روایت می‌کند که به دنبال یک شبه پولدار شدن است و اهل کار سخت نیست، او مدت‌ها به دنبال پیرزن‌های پولدار می‌رود تا عقدشان کند و بعد از مرگشان پول و ثروت هنگفتی به جیب بزند. 

## بازیگران
- گوهر خیراندیش
- حامد آهنگی
- محمدرضا علیمردانی
- هدیه بازوند
- الهام فراشاه
- مهسا کامیابی
- رؤیا وحدتی
- علیرضا استادی
- رضا ناجی
- حمید گودرزی
- کمند امیرسلیمانی
- شقایق فراهانی
- شهره سلطانی
- حمید اصغری